# Bermont
Bermont (Duits: Schönenberg) is een gemeente in het Franse departement Territoire de Belfort (regio Bourgogne-Franche-Comté) en telt 283 inwoners (2004). De plaats maakt deel uit van het arrondissement Belfort.

## Geografie
De oppervlakte van Bermont bedraagt 2,8 km², de bevolkingsdichtheid is 101,1 inwoners per km².
De onderstaande kaart toont de ligging van Bermont met de belangrijkste infrastructuur en aangrenzende gemeenten.

## Demografie
Onderstaande figuur toont het verloop van het inwonertal (bron: INSEE-tellingen).